# Wikłacz krasnoszyi
Wikłacz krasnoszyi (Malimbus ibadanensis) – gatunek małego ptaka z rodziny wikłaczowatych (Ploceidae). Występuje endemicznie w południowo-zachodniej Nigerii. Zagrożony wyginięciem.

## Taksonomia
Gatunek opisał po raz pierwszy John Hamel Elgood w 1958 na łamach czasopisma „Ibis”. 18 grudnia 1951 w Ibadanie (Nigeria) zaobserwowano parę ptaków z rodzaju Malimbus, których nie zdołano przypisać do żadnego gatunku. 28 lutego 1958 Elgood pozyskał holotyp, który stanowił dorosły samiec. Został postrzelony, podobnie jak samica, która posłużyła autorowi za typ nomenklatoryczny. Opis ukazał się 7 lipca w dziale Short Communications. Uwagę Elgooda zwróciło ubarwienie ptaka, który z pozoru przypominał wikłacza czerwonorzytnego (M. cassini), jednak znacząco różnił się zasięgiem czerwonej barwy na ciele. Holotyp skatalogowano w Muzeum Brytyjskim pod numerem 1458-9-2. Znajdował się tam co najmniej do 1971, kiedy to pojawiła się o nim wzmianka w spisie typów ptaków w muzeum. Autor sam dostarczył okaz do muzeum i przedstawił go. Nazwa gatunkowa ibadanensis nawiązuje do miejscowości.
Hall i Moreau (1970) zasugerowali, że M. ibadanensis tworzy nadgatunek z M. erythrogaster, który jest ograniczony zasięgiem do wschodniej Nigerii. Zdaniem Elgooda to niezwykle prawdopodobna hipoteza. Do tego zwrócił uwagę na możliwość powstania wikłacza krasnoszyjego przez hybrydyzację gatunków.
Nie wyróżnia się podgatunków.

## Morfologia

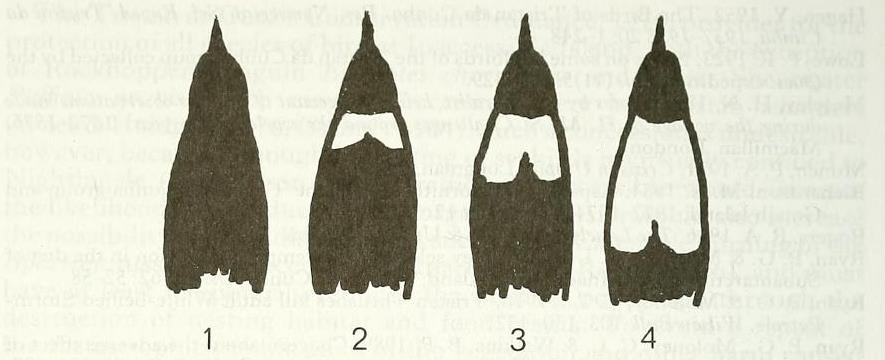
Schemat porównujący wikłacze krasnoszyjego i czerwonorzytnego. Czarna barwa oznacza czarną barwę, zaś biała czerwoną
1. Samica Malimbus cassini
2. Samica M. ibadanensis
3. Samiec M. cassini
4. Samiec M. ibadanensis
J.H. Elgood, Bulletin of the British Ornithologists’ Club, 1992

Występuje wyraźny dymorfizm płciowy w upierzeniu, do tego samce są nieco większe od samic (patrz sekcja niżej). U samca czoło, wierzch i tył głowy oraz boki szyi porastają szkarłatnoczerwone pióra. Obszar ten łączy się z połacią czerwonych piór rozciągającą się od niższej części gardła po środek brzucha. Kantarek, okolice oczu, pokrywy uszne, policzki, broda, górna część gardła i całe pozostałe upierzenie przybiera barwę czarną. Kilka czarnych piór występuje w miejscu, gdzie na brzuchu styka się obszar czarny z czerwonym.
U samicy uznanej początkowo za typ nomenklatoryczny czerwień – ogólnie jaśniejsza – na piersi ogranicza się do cienkiego paska, który znajduje się w jej górnej części, biegnąc od jednego boku szyi do drugiego. Późniejsze obserwacje Elgooda wykazały, że pozostałe ptaki płci żeńskiej cechuje znacznie szerszy czerwony obszar, tworzący na piersi „śliniak”.
Elgood nie odłowił ptaka młodego, dokonał jednak obserwacji. Rozmieszczenie barw u osobnika z szatą juwenalną było podobne, jak u samicy, jednak kolor czerwony zastępował matowy odcień kasztanowego brązu.

### Wymiary
Wymiary szczegółowe podane przez autora pierwszego opisu (w mm, jeśli nie zaznaczono inaczej):
|                                           | Skrzydło | Ogon      | Dziób     | Skok | Masa ciała (g) |
| ----------------------------------------- | -------- | --------- | --------- | ---- | -------------- |
| Holotyp (♂)                               | 93       | 53        | 21        | 24   | —              |
| Samce – paratypy (n=5)                    | 87,6–99  | 52,3–55,8 | 20,8–22,5 | —    | 39,9–43,5      |
| Samica wskazana jako typ nomenklatoryczny | 90       | 53        | 20        | 22   | —              |
| Samice – paratypy (n=6)                   | 84,7–90  | 50,3–54,4 | 19,8–21,5 | —    | 33,1–39,4      |

## Zasięg występowania
Jeden z trzech ptasich endemitów Nigerii, występujący w południowo-zachodniej części kraju. Od czasu odkrycia znany obszar występowania zmienił się, mimo kolejnych odkryć gatunek nadal jest uznawany przez BirdLife International za mający mały zasięg. Początkowo poznany zasięg ograniczał się do okolic Ibadanu. Dalsze obszary występowania wspomniane przez Elgooda (17 lat po opisaniu gatunku) to Ife, Olokemeji, Ilaro, Iperu i Gambari Forest. Dawało to łączny zasięg około 12 tys. km². Potem przedstawicieli gatunku nie widywano.
W listopadzie 1997 dokonano ponownego odkrycia gatunku w okolicach Ibadanu, około 8 do 0,5 km od miejsca zebrania holotypu. W grudniu 2006 stwierdzono występowanie w Rezerwacie leśnym Ifon (stan Ondo), gdzie w trakcie 10-dniowych badań dokonano sześciu obserwacji. Występowanie ptaków w tym obszarze potwierdziło się w przeciągu dwóch kolejnych lat. BirdLife International określa obecny (2021) zasięg występowania na 7600 km².

### Niepotwierdzone obserwacje
Podobne ptaki w latach '90 XX w. obserwowano w Ghanie, jednak były to same samce – czyni to obserwację niepewną. Rzekomo ptaki widziano w Parku Narodowym Kakum (Ghana) w latach 2002, 2004 i 2005, jednak są to również niepotwierdzone dane. W lutym 2013 pojawiło się doniesienie o przypadkowo nagranym osobniku tego gatunku w Kamerunie; BirdLife International nie potwierdza występowania ptaka w tym państwie.

### Środowisko
Po raz pierwszy M. ibadanensis zaobserwowano w okolicy University of Ibadan, a więc i środowisk ludzkich; do tego obszaru przylega zarówno sawanna, jak i las wtórny. Elgood odnotował, że ptaki nigdy nie zostały zauważone w lesie, zawsze pojawiały się na dosyć otwartym terenie. Holotyp i wskazana jako typ samica przed swoją śmiercią przebywały w ogrodzie na różnych drzewach, w tym  olejowcu gwinejskim (Elaeis guineensis). Dalsze obserwacje wykazały, że M. ibadanensis zamieszkuje skraje lasów, co potwierdzało się w różnych miejscach.

## Zachowanie
W oryginalnym opisie znalazła się informacja o przebywaniu tych ptaków na wysokości około 4,5–6 m nad ziemią; J. Ash poszerzył ten zakres do 2–7 m. Pojawiają się w grupach 3 do 5 ptaków, niekiedy z wikłaczem pąsogłowym (M. rubricollis). Do tego obserwowany był w wielogatunkowym stadzie wraz z wikłaczem obrożnym (M. scutatus), czerwonogardłym (M. nitens) i wspomnianym pąsogłowym; obserwacja dotyczyła rodzica karmiącego podlota.
Lot sprawia wrażenie, jakby był wykonywany przez słabego ptaka, nierówny. W trakcie badań 2006–2008 widziano ptaki żerujące w bliskości drzew Cola gigantea lub po prostu blisko nich przebywające; związek ptaka z tym gatunkiem nie jest znany. W żołądkach dwóch ptaków zbadanych przez Elgooda znajdowały się nasiona (w tym olejowca gwinejskiego), u trzeciego także wiele insektów oraz resztki skrzydeł mrówek.

## Lęgi
Dokładne – jak na nowo odkryty gatunek – informacje o lęgach zebrał autor pierwszego opisu. Odnotował lęgi na przełomie maja i czerwca, ale gniazdowanie stwierdzano także w lutym, lipcu, wrześniu, październiku i grudniu. Gniazda znajdywano na drzewach z rodzaju Bombax (1) i albicji (Albizia; 2). Mają one formę komory gniazdowej ze zwisającym tunelem wejściowym długości bliskiej 30 cm, zawieszonej około 15–18 mnad ziemią. W pobliżu gniazd na albicji gniazdowały inne, nieokreślone wikłacze, astryldy – możliwe, że z rodzaju Nigrita – oraz osy Polistes. Materiał gniazdowy nie jest do końca znany; obserwowano ptaki obrywające liście olejowca gwinejskiego lub używające wąsów czepnych jakiegoś pnącza. Prawdopodobnie było to Paullinia pinnata, powszechnie używana u M. rubricollis. Na podstawie licznych doniesień o grupach rodzinnych z dwoma młodymi można stwierdzić, że w zniesieniu są dwa jaja. U innych wikłaczy typowe zniesienie liczy trzy jaja, jednak dowodów na taką jego wielkość u omawianego gatunku nie ma.
Elgood obserwował samca przy budowie gniazd, a następnie samicę wyściełającą jedno z nich. 25 maja przebywała w gnieździe około 30 minut, najprawdopodobniej składała jaja. 11 czerwca obserwowano obojga rodziców w trakcie noszenia pokarmu dla młodych. Według tych danych okres inkubacji to blisko 14 dni – jest to przeciętna wartość zarówno dla wikłaczy, jak i wróblowych tego rozmiaru w ogóle. Dwa tygodnie później para nadal transportowała pożywienie do gniazda. Jego tunel wejściowy stał się obszarpany i niemal oddzielony od komory gniazdowej, toteż dorosłe ptaki wchodziły wprost przez jej otwór. Następnego dnia widziano młodego ptaka wyglądającego z gniazda, a nazajutrz ptaków tego gatunku już nie widziano. Świadczy to o przebywaniu w gnieździe trwającym również w przybliżeniu 14 dni.

## Status
Przez IUCN gatunek klasyfikowany jest jako zagrożony wyginięciem (EN, Endangered). Populacja szacowana jest na 930–2900 dorosłych osobników i ma prawdopodobnie trend spadkowy. Od lat '70 XX wieku znany zasięg występowania zmniejszał się, na co wpływ miała szeroko zakrojona wycinka lasów. Dodatkowo badanie zasięgu gatunku utrudniała mylna ilustracja samicy, bazująca na jedynie jednym okazie. Do tego samce wikłacza czerwonorzytnego i krasnoszyjego są niemalże niemożliwe do odróżnienia w warunkach terenowych, co wprowadza pewne wątpliwości do obserwacji w nowych miejscach. U M. cassini samice są jednak całkowicie czarne. Przez silną fragmentację lasów także i zasięg wikłacza krasnoszyjego staje się poszatkowany.
J. Ash określił gatunek mianem „rzadkiego” już w 1997 – z 233 przedstawicieli Malimbus, które zaobserwował wokół Ibadanu, zaledwie 4 należały do M. ibadanensis; był to jedyny skutek intensywnych, 10-dniowych poszukiwań. Wtedy jeszcze IUCN uznawało wikłacza krasnoszyjego za krytycznie zagrożonego (CR), dopiero w 2000 zmieniono status na zagrożony (EN). Dzięki obecności tego ptaka w Rezerwacie leśnym Ifon zaproponowano utworzenie na tym obszarze ostoi ptaków IBA, co zostało zaakceptowane przez BirdLife International.